# Delfim de Pádua Peixoto Filho
Delfim de Pádua Peixoto Hijo (Itajaí, 3 de enero de 1941-La Unión, Antioquia, 28 de noviembre de 2016) fue un abogado y político brasileño, vicepresidente de la Confederación Brasileña de Fútbol y presidente de la Federación Catarinense de Fútbol.

## Biografía
Hijo de Delfim Mário Pádua Peixoto y de Dinorah de los Reyes Garção Peixoto, se graduó en derecho por la Facultad de Derecho de Santa Catarina.
Fue diputado a la Asamblea Legislativa de Santa Catarina en la 7ª legislatura (1971-1975), en la 8ª legislatura (1975-1979), y en la 9ª legislatura (1979-1983), electo por el Movimiento Democrático Brasileño (MDB).
Fue presidente de la Federación Catarinense de Fútbol desde 1985 hasta su muerte en 2016.
Falleció en la caída del vuelo 2933 de la LaMia juntamente con la delegación del Chapecoense que estaba rumbo a disputar la final de la Copa Sudamericana.